# 安蒂奧克 (印第安納州傑伊縣)
安蒂奥克（英語：Antioch）是位於美國印地安納州傑伊縣的一個非建制地區。該地的面積和人口皆未知。